# Best (álbum)
Best é a terceira coletânea de LAZY. Foi lançada em 1981 pela RCA Records e tem 20 faixas. Foi relançada em CD em 1995.

## Produção
Terceira coletânea da LAZY, primeira banda de Hironobu Kageyama, que também tinha membros da Neverland e da Loudness. A sessão de fotos que resultou na capa em CD deste álbum também rendeu a capa do single Kanjite Night e de outra coletânea, chamada Best Hit LAZY, lançada em 1980.

## Recepção
O site CD Journal, ao analisar o álbum no relançamento de 1995, disse que, embora fosse compreensível que a banda tenha se desfeito em busca de uma direção mais clara do estilo de música que cada um queria, "ainda é um disco cheio de músicas boas que valem a pena ser ouvidas."

## Faixas
| N.º            | Título                                  | Letras           | Música          | Arranjo          | Duração |  |
| 1.             | "Lazy Theme"                            | Shunichi Tokura  | S. Tokura       | Akira Inoue      | 2:24    |  |
| 2.             | "Hey! I Love You"                       | Yukinojo Mori    | Koji Makaino    | K. Makaino       | 3:21    |  |
| 3.             | "Camouflage"                            | Yumi Matsutoya   | S. Tokura       | S. Tokura        | 2:44    |  |
| 4.             | "Akazukinchan Goyojin"                  | Masami Sugiyama  | S. Tokura       | S. Tokura        | 2:54    |  |
| 5.             | "Dance with Me"                         | Y. Mori          | Y. Mori         | LAZY             | 3:39    |  |
| 6.             | "Moero Rock 'n' Roll Fire"              | M. Sugiyama      | S. Tokura       | S. Tokura        | 4:21    |  |
| 7.             | "Jigoku no Tenshi"                      | Rei Nakanishi    | Y. Mori         | S. Tokura        | 4:39    |  |
| 8.             | "Ai Ni Wa Ai Wo"                        | Yoshiko Miura    | K. Makaino      | S. Tokura        | 4:29    |  |
| 9.             | "Good-by, My Baby"                      | Eiji Takino      | Hiroyuki Tanaka | LAZY             | 3:41    |  |
| 10.            | "Umi O Mitsumete"                       | Yoshiko Miura    | Akira Takasaki  | LAZY             | 5:26    |  |
| 11.            | "Hello Hello Hello"                     | R. Nakanishi     | S. Tokura       | S. Tokura        | 4:32    |  |
| 12.            | "Baby, I Make a Motion"                 | Ritsu Iwasawa    | Kunihiko Kase   | Shigeki Watanabe | 4:02    |  |
| 13.            | "Midnight Boxer"                        | Kazuko Kobayashi | Kingo Hamada    | K. Makaino       | 3:42    |  |
| 14.            | "Bye Bye Baby"                          | K. Kobayashi     | K. Hamada       | Kan Inoue        | 4:41    |  |
| 15.            | "Goin' Back to China" (cover de Diesel) | Fumiko Okada     | Pim Koopman     | LAZY             | 3:15    |  |
| 16.            | "Kanashimi Wo Buttobase"                | Y. Mori          | K. Hamada       | Jun Sato         | 3:11    |  |
| 17.            | "Kanjite Night"                         | Ayumi Date       | Kimio Mizutani  | A. Takasaki      | 3:02    |  |
| 18.            | "Bokura No Kunidemo"                    | A. Date          | K. Mizutani     | K. Mizutani      | 5:31    |  |
| 19.            | "Hoshi no Hearty Road"                  | A. Date          | K. Mizutani     | LAZY             | 3:46    |  |
| 20.            | "Glass no Heart"                        | A. Date          | K. Mizutani     | K. Mizutani      | 4:12    |  |
| Duração total: | Duração total:                          | Duração total:   | Duração total:  | Duração total:   | 73:32   |  |

## Integrantes
- Hironobu Kageyama (Michell) - Vocal

- Akira Takasaki (Suzy) - Guitarra

- Hiroyuki Tanaka (Funny) - Baixo

- Shunji Inoue (Pocky) - Teclado

- Munetaka Higuchi (Davy) - Bateria